# Dörpen
Dörpen là một đô thị thuộc huyện Emsland, trong bang Niedersachsen, Đức. Đô thị này có diện tích 33,06 km². Dörpen là thủ phủ của Samtgemeinde Dörpen.